# Wind of Change (песма)
Wind of Change је балада из 1990. године коју је написао Клаус Мајне, певач немачке рок групе Скорпионс. Појавила се на њиховом албуму Crazy World, али је светски успех забележила тек наредне 1991. године када се пласирала на листи најслушанијих песама у Немачкој, а потом и широм Европе. У Уједињеном Краљевству нашла се на другом месту, а у САД на четвртом најслушанијих. Касније се појавила на албумима Live Bites (1995), Moment of Glory, у извођењи Белгијске филфармоније (2000), и акустична верзија на албуму Acoustica (2001).
Због великог европског успеха бенд је снимио руску (Ветер Перемен) и шпанску (Vientos de Cambio) верзију песме.
Wind of Change је са тиражом од преко 14 милиона примерака сврстан у десет најпродаванијих синглова свих времена у Немачкој и целом свету.